# Lima (color)

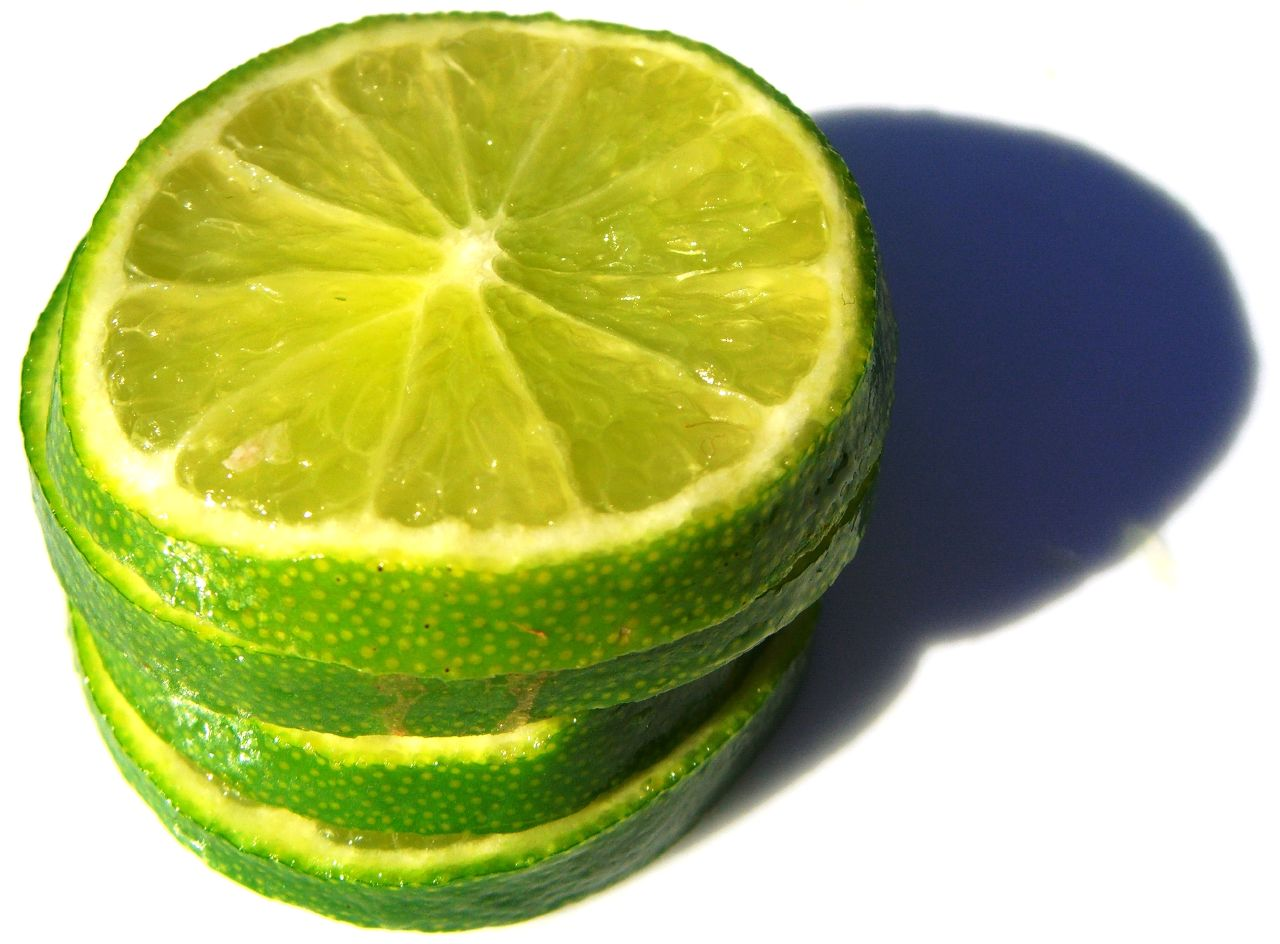
La fruta lima

El color  lima, verde lima o verde limón es un color verde amarillo brillante, a medio camino entre amarillo y el verde puro. Su referente es la fruta homónima (Citrus × aurantifolia), y según los autores puede haber varias tonalidades que llevan este nombre, las cuales por lo general son brillantes, espectrales y pertenecen al círculo cromático aditivo.
Aquí, dos muestras representativas de este color:

## Limas o verde-amarillos espectrales
Los colores espectrales situados entre el verde y el amarillo, llevan por lo general denominaciones relacionadas con el lima:
|                  | Lima-limón          | Amarillo fluorescente o lima eléctrico | Lima o limón amargo | Lima francés      | Chartreuse web      | Lima HTML (Lime)     |
|                  |                     |                                        |                     |                   |                     |                      |
| HTML             | #E3FF00             | #CCFF00                                | #BFFF00             | #9EFD38           | #7FFF00             | #00FF00              |
| CMYK             | (11, 0, 100, 0)     | (20, 0, 100, 0)                        | (25, 0, 100, 0)     | (38, 0, 78, 1)    | (50, 0, 100, 0)     | (100, 0, 100, 0)     |
| RGB              | (227, 255, 0)       | (204, 255, 0)                          | (191, 255, 0)       | (158, 253, 56)    | (127, 255, 0)       | (0, 255, 0)          |
| HSV              | (67°, 100 %, 100 %) | (72°, 100 %, 100 %)                    | (75°, 100 %, 100 %) | (89°, 78 %, 99 %) | (90°, 100 %, 100 %) | (120°, 100 %, 100 %) |
| Longitud de onda | 578nm               | 575nm                                  | 573nm               | 564nm             | 563nm               | 544nm                |
| Referencia       | [ 3 ]               | ,                                      | [ 1 ]               | [ 6 ]             | [ 7 ]               | [ 8 ]                |

## Galería

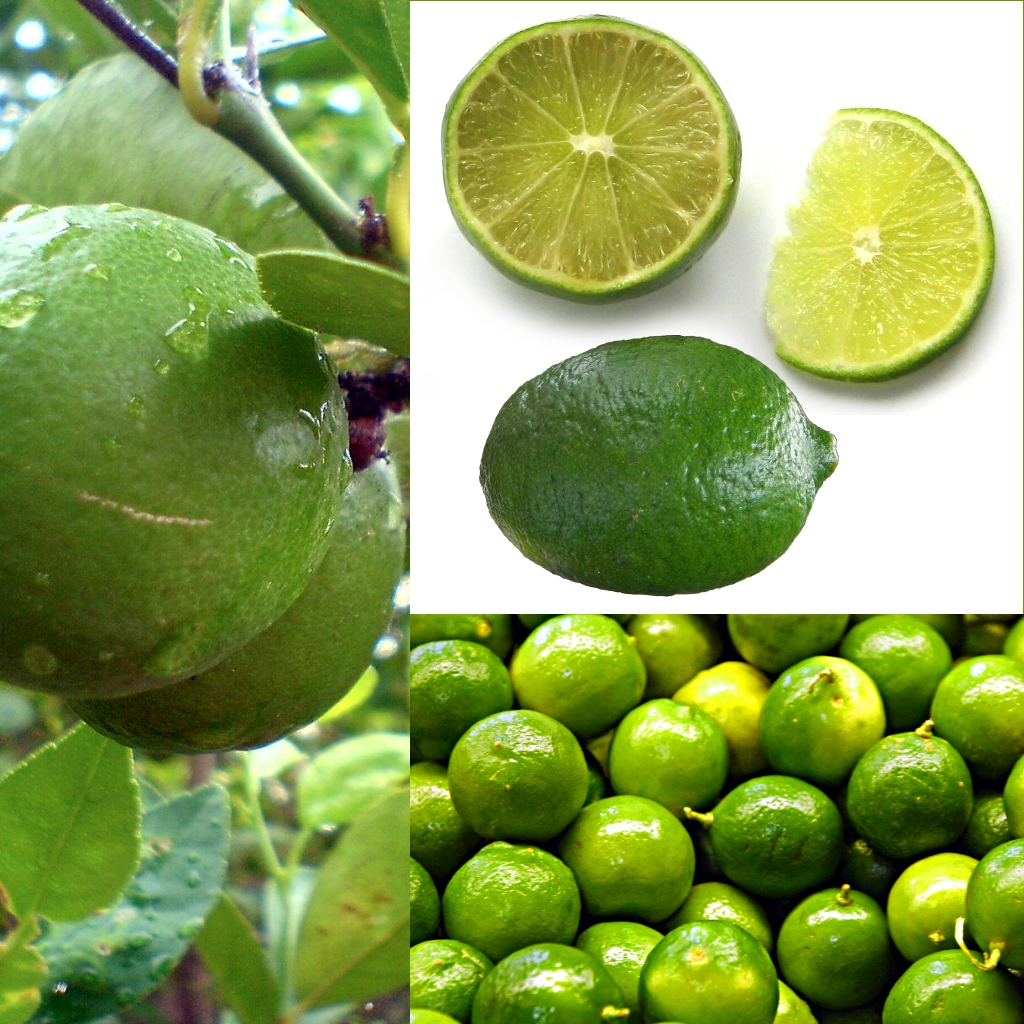
Lima o limón
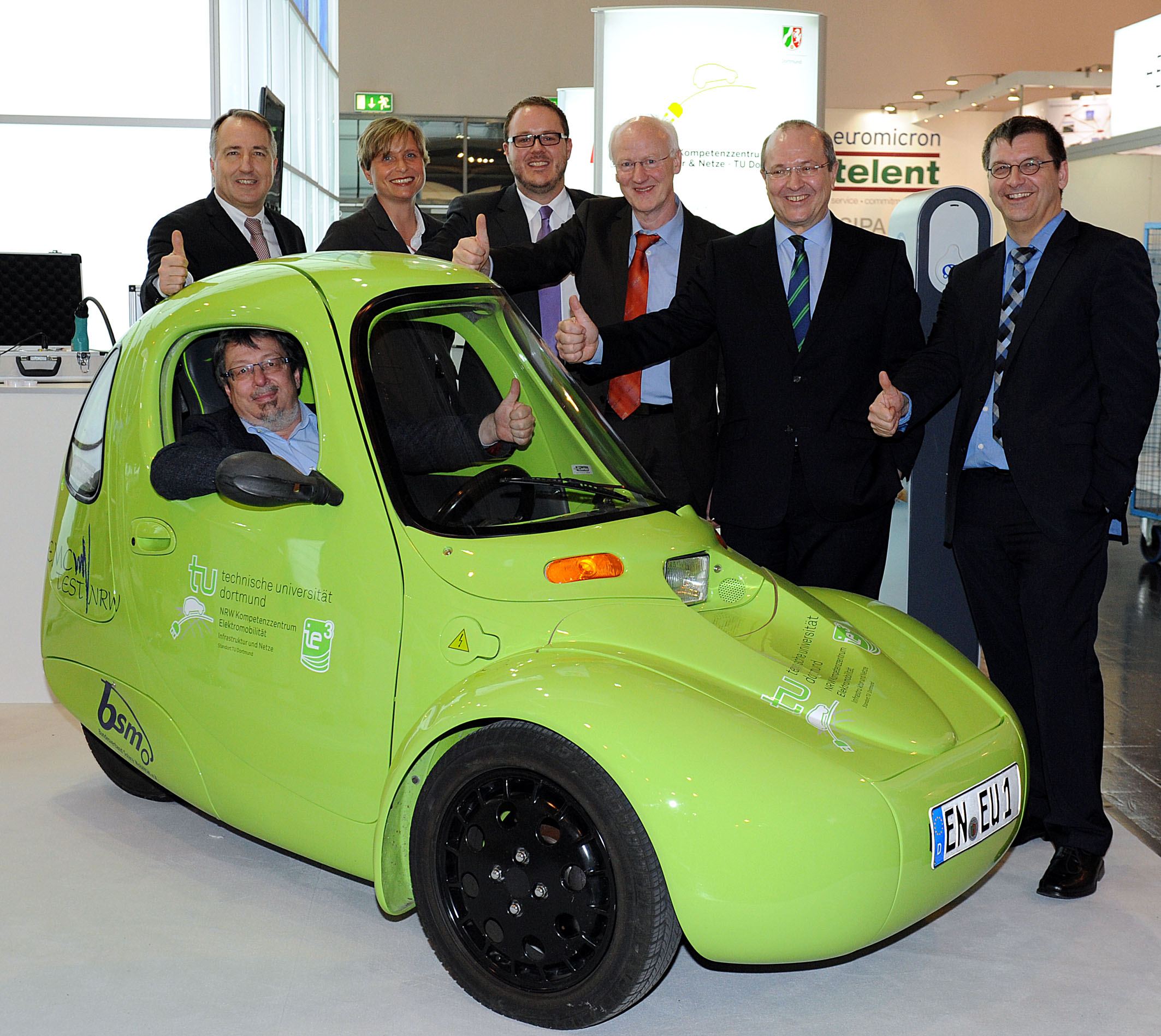
Auto eléctrico alemán
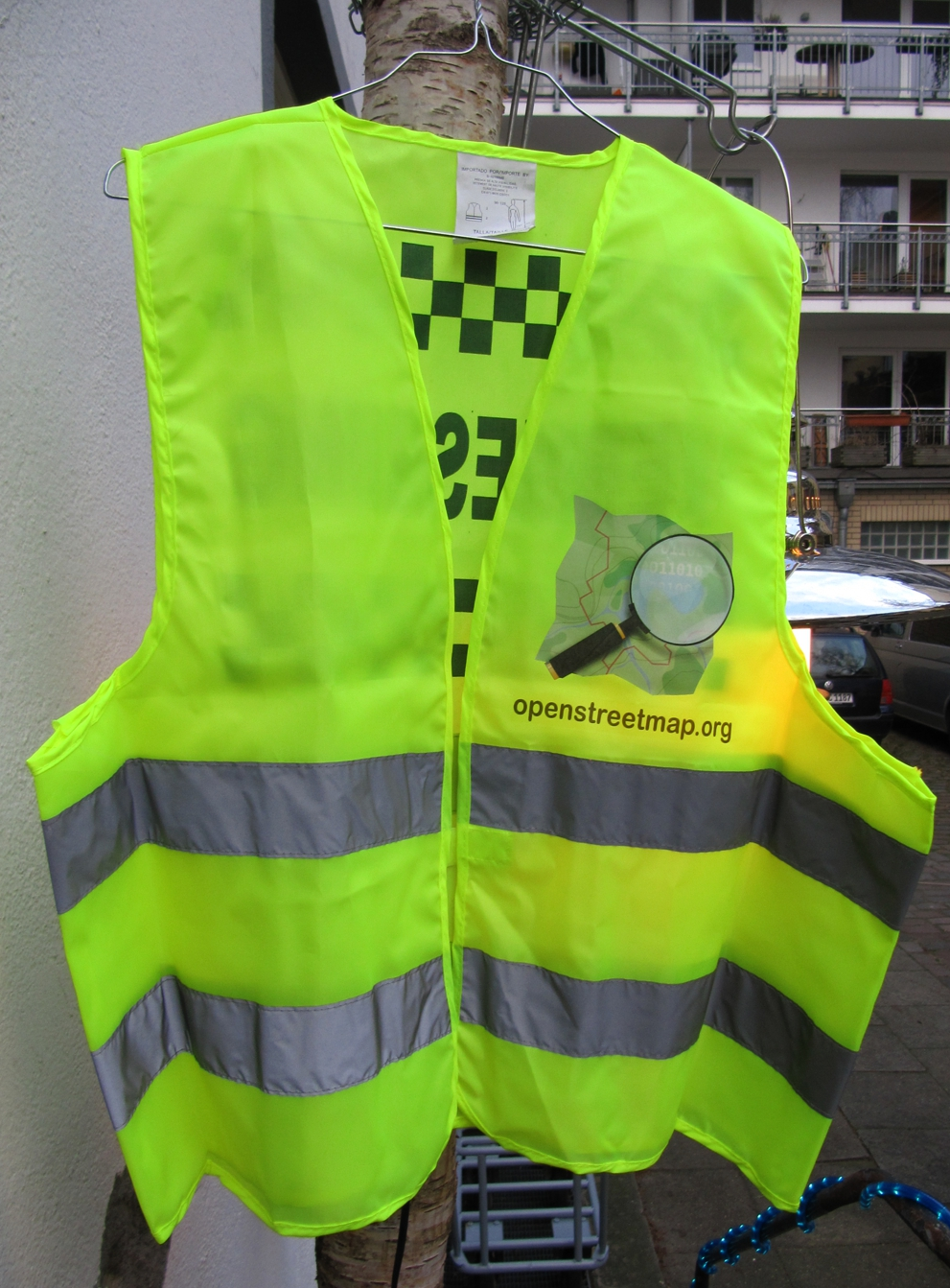
Chaqueta de color lima-limón
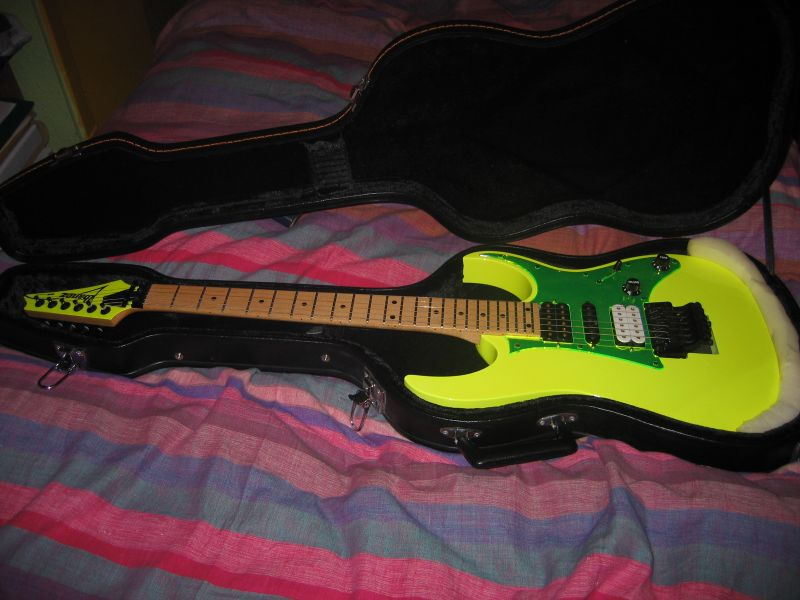
Guitarra amarillo fluorescente
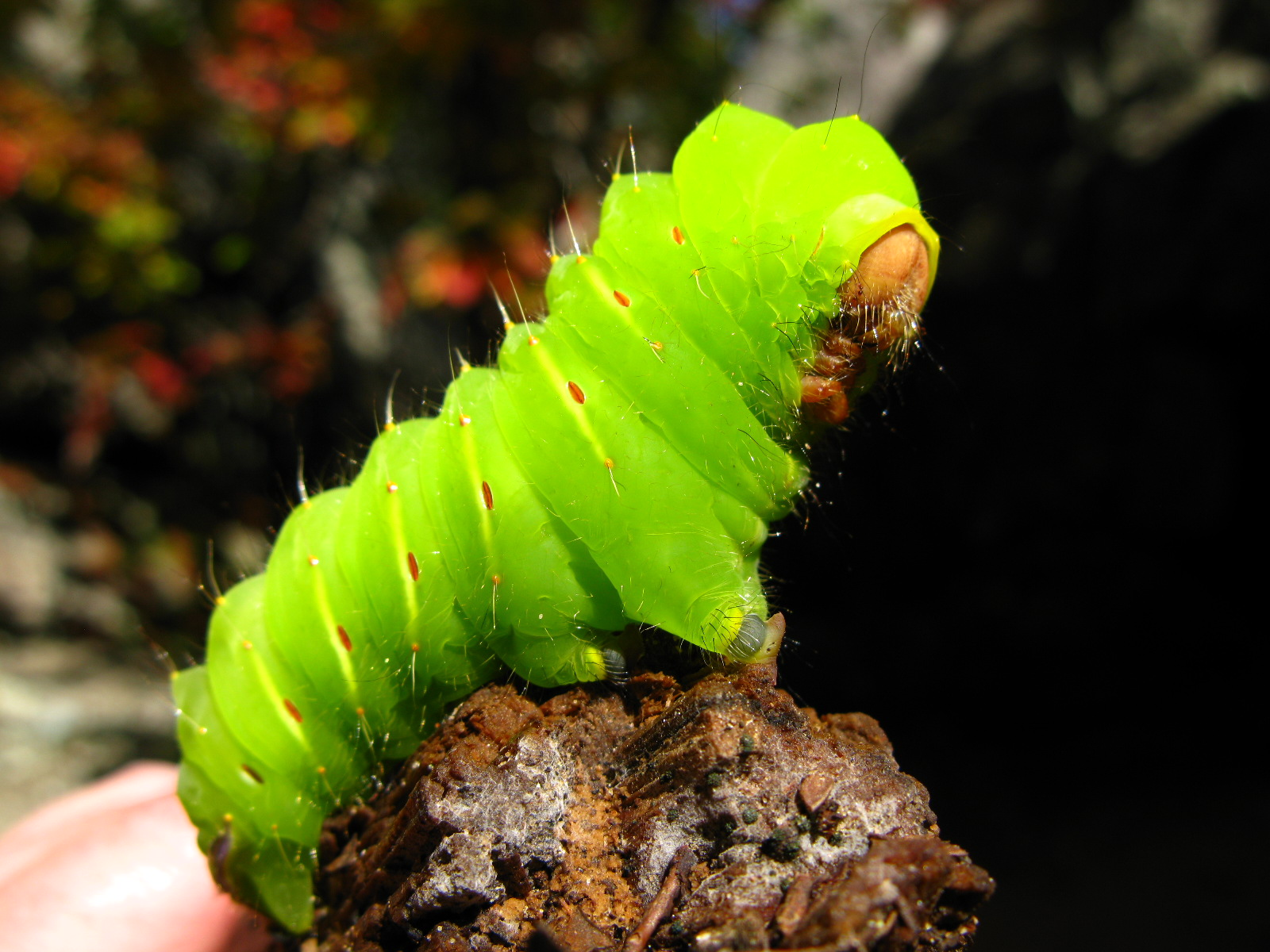
Oruga de polilla
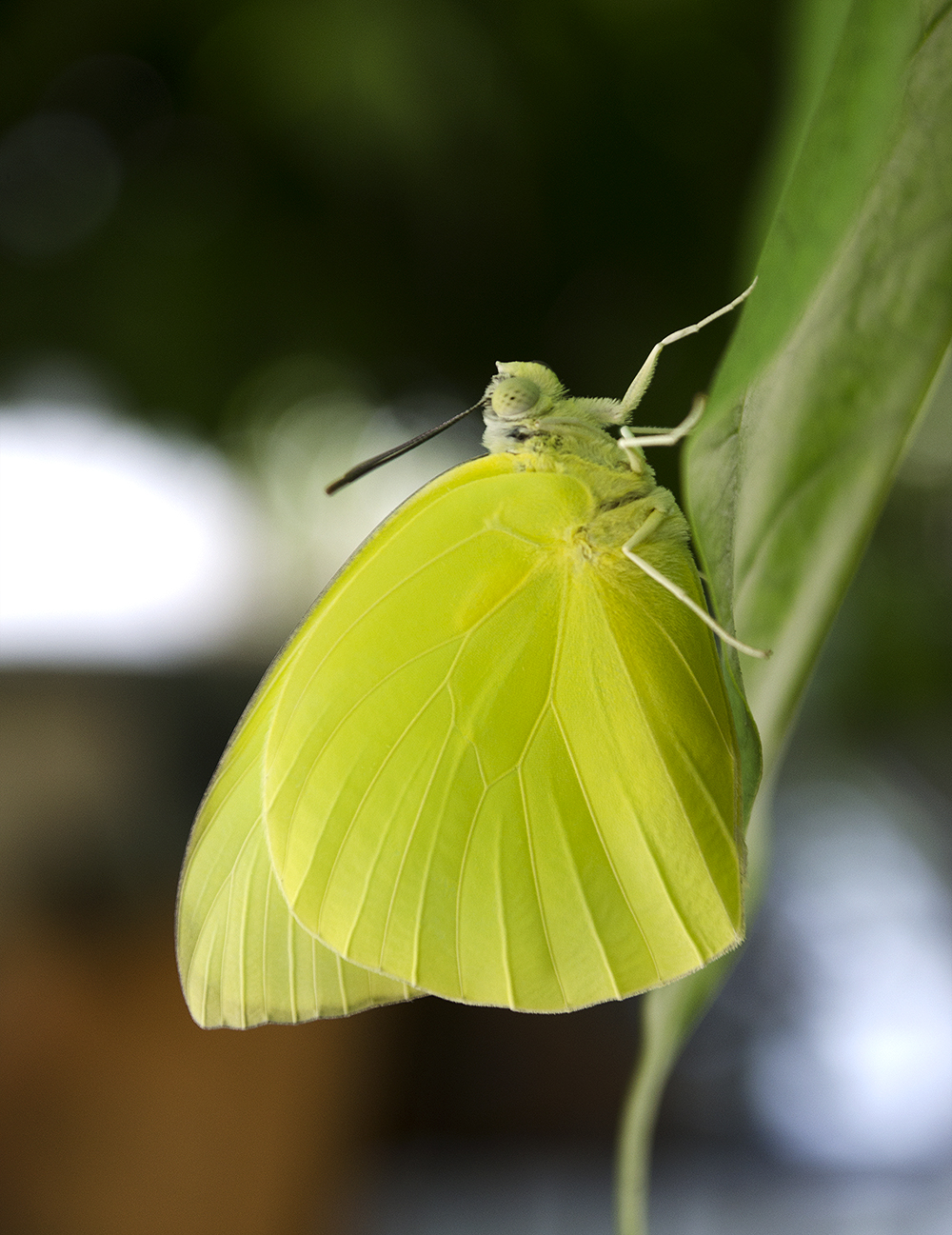
Mariposa limón emigrante de la India
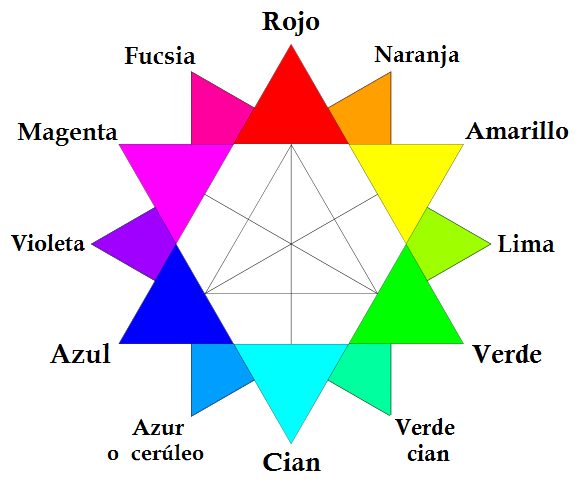
Posición del color lima en el círculo cromático RGB